# Swindon
Pour les articles homonymes, voir Swindon (homonymie).
Swindon est une ville anglaise dans le Wiltshire, située entre Londres et Bristol. Elle est le chef-lieu de l'autorité unitaire de Swindon.
En 2011, la ville compte 185 609 habitants.

## Histoire
Swindon fut établie pendant l'invasion saxonne de la Grande-Bretagne. Le nom Swindon est peut-être originaire des mots saxons swine (cochon) et dun (colline). 
Lors de la révolution industrielle, la taille de Swindon a rapidement augmenté grâce aux aménagements du canal Wiltshire-Berkshire et de la gare ferroviaire de Swindon qui fait partie de la Great Western Railway. La compagnie aussi avait ses usines principales ici, qui employaient le plupart des habitants de Swindon.

## Géographie
La taille de Swindon est à peu près de 40 km2.
Les villes les plus proches sont : Calne, Chippenham, Wootton Bassett, Cirencester, Cricklade, Highworth, Marlborough.
Centres d'intérêt : Avebury, Barbury Castle, Crofton Pumping Station, Silbury Hill, sehenge, Uffington White Horse.
Cette ville est à environ 130 km de Londres.

## Climat
Swindon a un climat avec des étés relativement frais (18 °C en moyenne), des hivers doux (6 °C en moyenne) avec des pluies fréquentes en toute saison et un temps changeant, mais avec des pluies plus faibles sur les côtes et quelques pointes de température au cœur de l'hiver ou de l'été.

## Économie et tourisme
Les plus grandes entreprises de Swindon sont les constructeurs automobiles Honda et BMW ; le fabricant de téléphones portables Motorola ; une entreprise de services financiers Nationwide Building Society et W H Smith qui a un centre de distribution à Swindon. L'usine Honda, qui emploie 3 500 personnes, doit fermer en 2021.
Le musée le plus important à Swindon est consacré à la Great Western Railway, abrité dans l'ancien dépôt de la compagnie. Il y a aussi depuis 2003 un musée du Calcul (Museum of computing) subventionné par plusieurs compagnies dont Intel.
Swindon possède une équipe de foot appelée Swindon Town qui joue dans la 4e division d'Angleterre, et les Swindon Wildcats, une équipe de hockey.
Swindon compte un rond-point à cinq voies (le manège enchanté, en anglais « Magic Roundabout ») : cinq petits ronds-points imbriqués à chaque sortie d'un grand giratoire au centre en sens inverse.

## Photographies

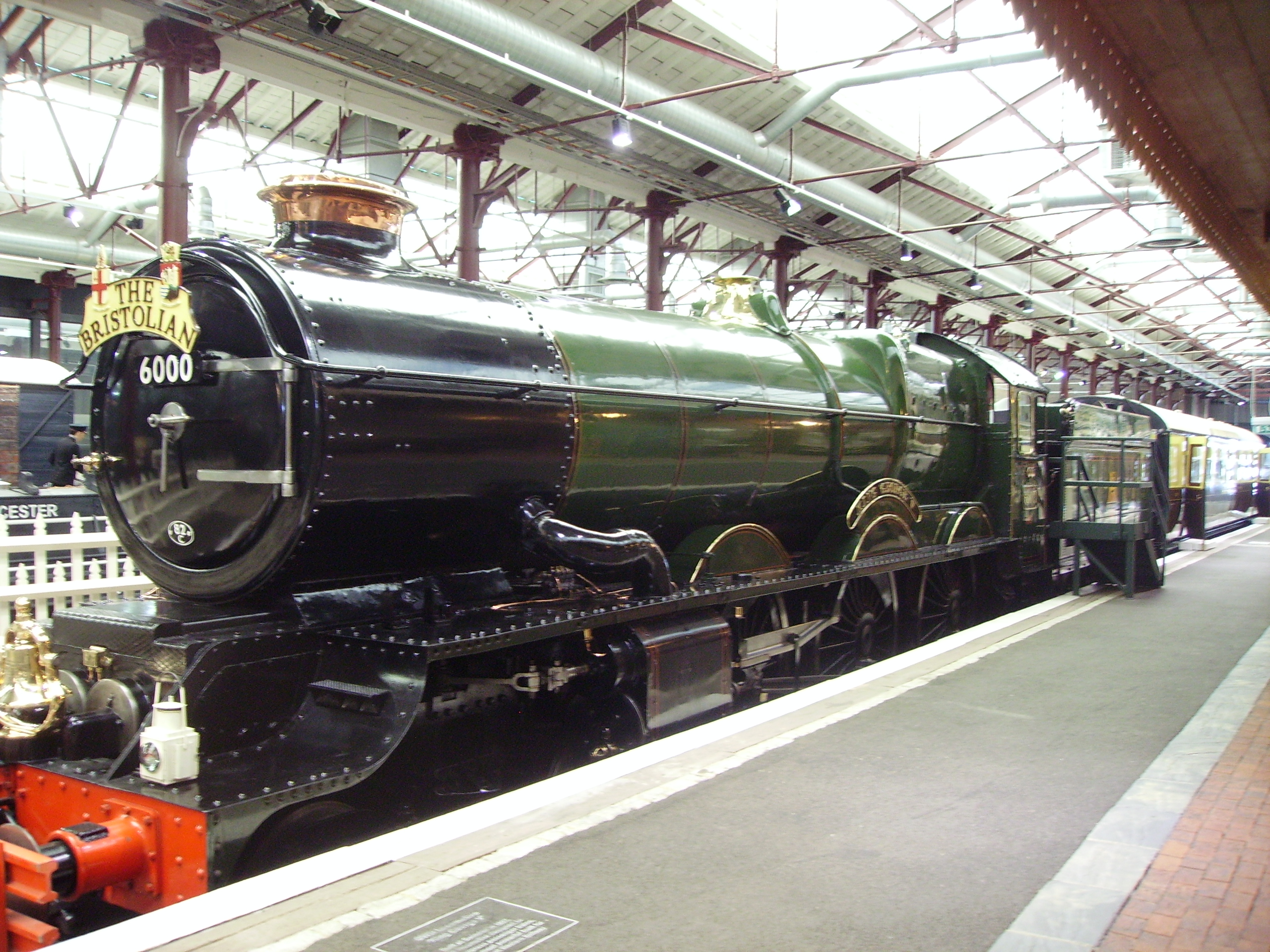
Locomotive King George V dans le musée du Great Western Railway à Swindon.
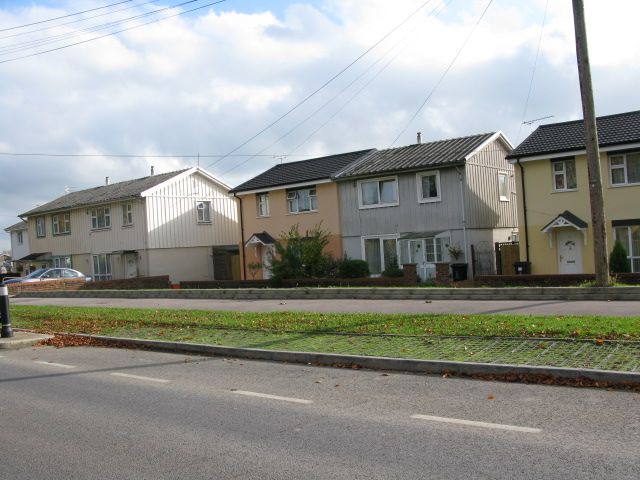
Préfabriqués Laing Easi-Form à Swindon. Construit dans l'après-guerre, ce type de logement d'urgence devait rester temporaire.
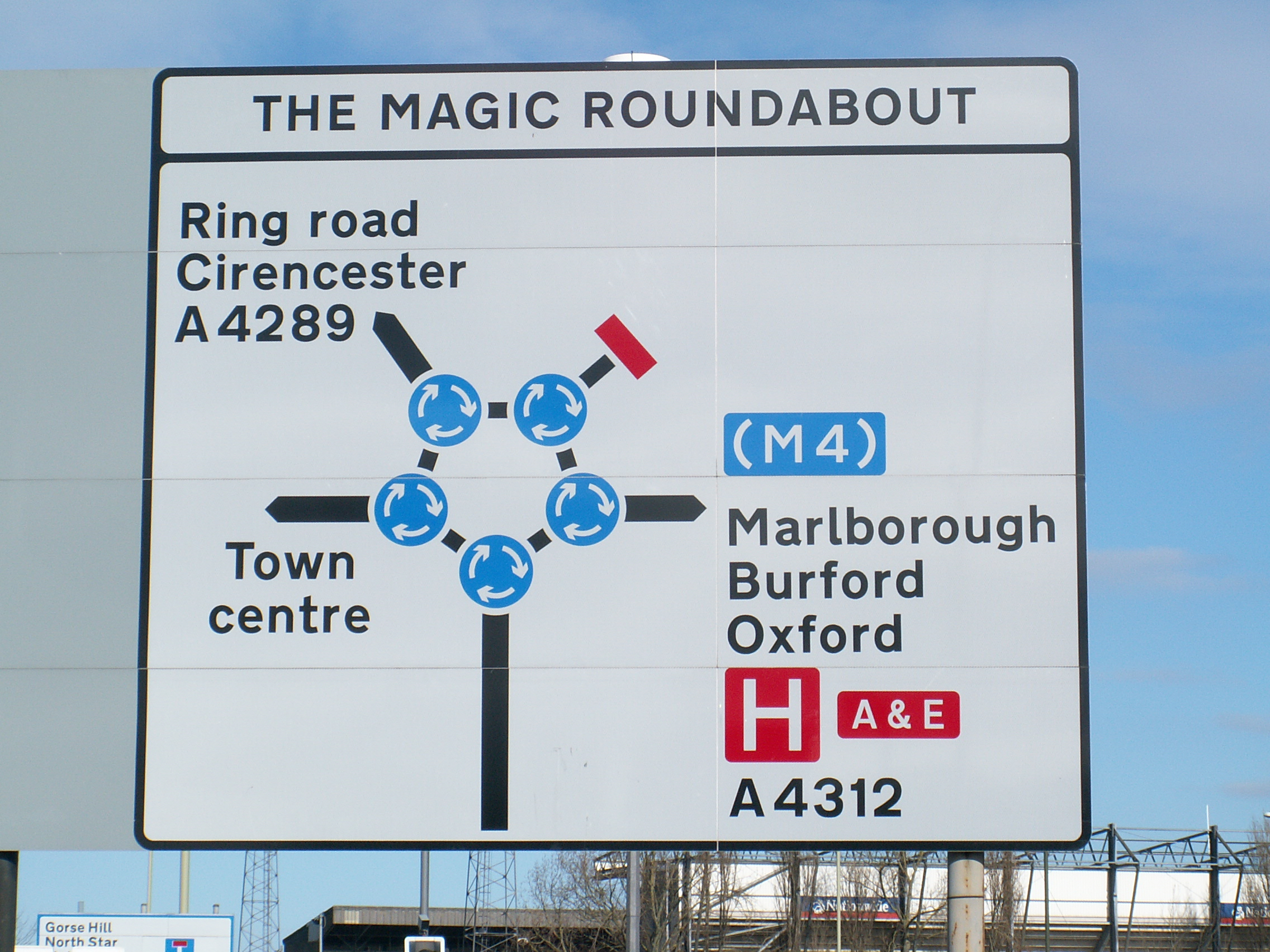
Le Manège enchanté, carrefour giratoire composé de 5 micro-giratoires.

## Patrimoine
- Centre de distribution Renault

## Sports
La ville compte un club de football professionnel, Swindon Town, qui évolue D4 anglaise.
Les Swindon Wildcats sont une équipe de hockey sur glace qui appartient à la NIHL.

## Divers
- Il y a presque 300 000 habitants dans la région autour de Swindon.
- La ville abrite un rond-point réputé, le Magic Roundabout.

## Dans la littérature
- L'intrigue du  roman Le Bizarre Incident du chien pendant la nuit (The Curious Incident of the Dog in the Night-Time), de Mark Haddon, se déroule à Swindon.

## Jumelages
- Ocotal (Nicaragua)
- Salzgitter (Allemagne)
- Toruń (Pologne)